# Isturgia auroraria
Isturgia auroraria là một loài bướm đêm trong họ Geometridae.